# 高田邦洋
高田 邦洋（髙田 邦洋、たかだ くにひろ、1957年（昭和32年）5月18日 - ）は、日本の実業家、銀行家。青森経済同友会代表幹事、みちのく銀行特別顧問。

## 来歴・人物
青森県上北郡七戸町出身。日本大学法学部卒業後、1981年にみちのく銀行に入行する。
小柳支店長や堅田支店長、経営企画部長を歴任して、2006年に取締役に就任する。その後、取締役常務執行役員を経て、2012年に代表取締役副社長となり、翌2013年に杉本康雄の後任として代表取締役頭取に就任した。
2018年に頭取を藤澤貴之に譲って、代表権のない取締役会長に退き、2022年6月に特別顧問。

## 経歴
- 1981年4月 みちのく銀行に入行
- 1999年4月 同小柳支店長
- 2002年6月 同堅田支店長
- 2005年12月 同経営企画部長
- 2006年3月 同執行役員経営企画部長、6月 同取締役執行役員経営企画部長
- 2008年3月 同取締役常務執行役員
- 2012年6月 同代表取締役副頭取兼執行役員
- 2013年6月 同代表取締役頭取兼執行役員
- 2018年6月 同取締役会長
- 2019年6月 青森放送取締役[1][6]
- 2022年6月 みちのく銀行特別顧問
- 2023年7月 青森経済同友会代表幹事

## 参考資料
- “第46期定時株主総会招集ご通知” (PDF).   みちのく銀行 (2018年6月5日). 2019年5月21日閲覧。
- “代表取締役等の異動に関するお知らせ” (PDF).   みちのく銀行 (2018年3月27日). 2019年5月13日時点のオリジナルよりアーカイブ。2019年5月21日閲覧。

| ビジネス      | ビジネス                           | ビジネス      |
| ------------- | ---------------------------------- | ------------- |
| 先代 杉本康雄 | みちのく銀行頭取 ：2013年 - 2018年 | 次代 藤澤貴之 |